# Gert Wingårdh
 (septembre 2018).
Si vous disposez d'ouvrages ou d'articles de référence ou si vous connaissez des sites web de qualité traitant du thème abordé ici, merci de compléter l'article en donnant les références utiles à sa vérifiabilité et en les liant à la section « Notes et références ».
Gert Wingårdh, né le 26 avril 1951 à Skövde, est un architecte suédois qui a commencé sa carrière vers la fin des années 1970 en tant que Postmoderniste. Il a depuis embrassé un certain nombre d'expressions architecturales, par exemple Néofonctionnaliste, high tech, organique ou écologique. Son habileté à accorder les paysages environnants dans ses bâtiments a gagné le respect et une popularité considérable en Suède, en Allemagne et aux États-Unis. Wingårdh est généralement considéré comme l'architecte suédois vivant le plus renommé.